# David Oussoupachvili
David Oussoupachvili, (en géorgien : დავით უსუფაშვილი), parfois traduit Davit Oussoupachvili, et translittéré David Ousoupachvili, David Usupachvili, ou encore David Usupashvili, né le 5 mars 1968 à Magharo, est un homme politique géorgien, président du Parlement de 2012 à 2016. 

## Biographie

### Études
Il est diplômé de l'université d'État de Tbilissi (diplôme de droit) en 1992 et obtient une maîtrise en politique de développement international à l'université Duke en 1999.

### Organisation non-gouvernementale
En 1994, il fait partie des membres fondateurs de l'Association géorgienne des jeunes juristes (GYLA), une organisation non gouvernementale militant pour la promotion des droits de l'homme et de l'État de droit, et en est le premier président de 1994 à 1997. En novembre 2003, il est actif lors des manifestations organisées par les ONG dans le cadre de la révolution des roses conduite par Mikheil Saakachvili, Zourab Jvania et Nino Bourdjanadze.

### Politique
Jusqu'en juin 2003, il soutient l'action de la nouvelle majorité présidentielle (Mouvement national uni) et entre ensuite dans l'opposition en prenant la présidence du Parti républicain,.
En 2011, il s'allie au milliardaire Bidzina Ivanichvili et fait entrer le Parti républicain dans la coalition du Rêve géorgien : après la victoire de cette dernière aux élections législatives, il est élu président du Parlement. 
En 2016, le Rêve géorgien ayant décidé de faire cavalier seul, le Parti républicain est battu aux élections législatives et n'est plus représenté au Parlement : David Oussoupachvili perd son siège de député : il décide de quitter le Parti républicain. 

### Personnalité
Il est marié à Tinatine Khidachveli, ancienne militante du GYLA, ancienne députée du Parti républicain et ancienne ministre de la Défense dans le gouvernement de la coalition du Rêve géorgien, qui décide elle aussi de quitter le Parti républicain après la défaite électorale du 8 octobre 2016.